# Papalote Museo del Niño (Monterrey)

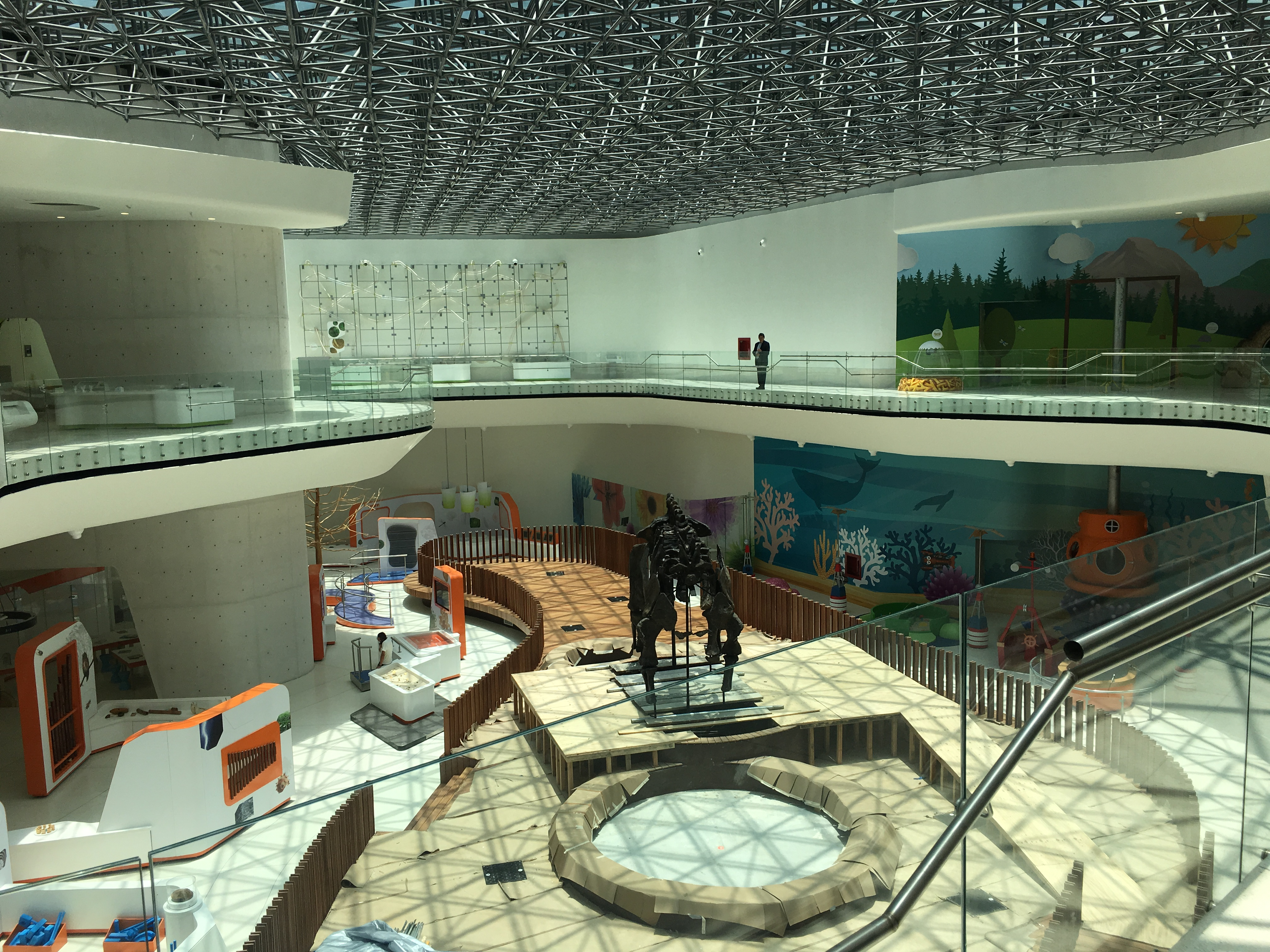
Papalote Museo del Niño en Monterrey

Papalote Museo del Niño está localizado en el Parque Fundidora en Monterrey, México. Es un espacio arquitectónico subterráneo a dieciséis metros bajo tierra, diseñado por el arquitecto Iñaki Echeverría. El motivo del mismo es formar un centro de educación no formal donde los niños aprenden jugando y conviviendo.

## Otros nombres
Museo Papalote Verde Monterrey

## Principales atracciones
Cuenta con pantalla láser, una sala de tele-presencia para que los niños establezcan diálogo con gente en diversos países, una gran escultura con fines didácticos y recreativos; además de salas cuyo motivo es la conservación de la biodiversidad animal y otra sala destinada a la hidropónia.